# Anouar Ben Abdallah
Anouar Ben Abdallah (Moknine, Tunis, 20. lipnja 1996.) je tuniski rukometaš koji nastupa za HT Tatran Prešov i reprezentaciju Tunisa.
Natjecao se na Svjetskom prvenstvu u Danskoj 2019. gdje je ekipa Tunisa završila 19. i u Danskoj 2019. (12.).
S reprezentacijom je osvojio zlatnu medalju na afričkom prvenstvu u Gabonu 2018.